# Kansas City Chiefs 1970
La stagione 1970 dei Kansas City Chiefs è stata la prima nella National Football League dopo la fusione AFL-NFL e la 11ª complessiva. La squadra scambiò il running back Mike Garrett, leader della franchigia per yard corse in carriera, e lo sostituì con Ed Podolak. Malgrado una vittoria sui futuri vincitori del Super Bowl V, i Baltimore Colts, la squadra terminò con un record di 75-2 nella nuova AFC West fuori dai playoff.

## Roster
| Roster dei Kansas City Chiefs nel 1970 |
| --- |
| Quarterback - 16 Len Dawson - 7 John Huarte - 10 Mike Livingston Running Back - 38 Wendell Hayes - 45 Robert Holmes - 14 Ed Podolak Wide Receiver - 81 Jim Hines - 6 Warren McVea - 25 Frank Pitts - 26 Lew Porter - 30 Gloster Richardson - 89 Otis Taylor Tight End - 84 Fred Arbanas - 80 Billy Cannon - 88 Morris Stroud Offensive Linemen - 71 Ed Budde G - 60 George Daney G - 73 Dave Hill T - 55 E.J. Holub C - 76 Mo Moorman G - 58 Jack Rudnay C - 70 Sid Smith T - 77 Jim Tyrer T Defensive Linemen - 87 Aaron Brown DE - 86 Buck Buchanan DT - 61 Curley Culp DT - 62 Bob Liggett DT - 75 Jerry Mays DE - 81 Marvin Upshaw DE Linebacker - 78 Bobby Bell - 63 Willie Lanier - 85 Chuck Hurston - 51 Jim Lynch - 50 Mike Oriard - 66 Bob Stein - 54 Clyde Werner Defensive Back - 24 Ceasar Belser - 23 David Hadley - 46 Jim Kearney SS - 40 Jim Marsalis CB - 22 Willie Mitchell CB - 42 Johnny Robinson FS - 18 Emmitt Thomas CB Special Team - 3 Jan Stenerud K - 44 Jerrel Wilson P |
| Legenda - I rookie sono in corsivo. - Il primo ruolo è il principale mentre gli eventuali successivi indicano i ruoli secondari. - (IR) sta per Injured Reserve ed indica la lista ristretta per un solo giocatore infortunato che può tornare ad allenarsi dopo la settimana 6 e a rientrare in prima squadra dopo che questa ha giocato 8 partite. - (NF-Inj.) / (NF-Ill.) stanno rispettivamente per Non-Football Injured e Non-Football Illness ed indicano le liste dove viene inserito un giocatore che ha un infortunio o una malattia non dipendente dal football americano. - (PUP) sta per Physically Unable to Perform ed indica la lista dove viene inserito un giocatore mentre è in attesa di recuperare la condizione fisica. Nella stagione regolare dopo la sesta partita giocata dalla propria squadra, il giocatore ha tempo tre settimane per riprendere ad allenarsi, più tre settimane aggiuntive dal suo rientro agli allenamenti per rientrare in prima squadra.            |

## Calendario
| Stagione regolare |              |                        |           |        |          |
| Turno             | Data         | Avversario             | Risultato | Record | Pubblico |
| 1                 | 20 settembre | at Minnesota Vikings   | S 27–10   | 0–1    | 47,900   |
| 2                 | 28 settembre | at Baltimore Colts     | V 44–24   | 1–1    | 53,911   |
| 3                 | 4 ottobre    | at Denver Broncos      | S 26–13   | 1–2    | 50,705   |
| 4                 | 11 ottobre   | Boston Patriots        | V 23–10   | 2–2    | 50,698   |
| 5                 | 18 ottobre   | at Cincinnati Bengals  | V 27–19   | 3–2    | 57,265   |
| 6                 | 25 ottobre   | Dallas Cowboys         | S 27–16   | 3–3    | 51,158   |
| 7                 | 1º novembre  | Oakland Raiders        | P 17–17   | 3–3–1  | 51,334   |
| 8                 | 8 novembre   | Houston Oilers         | V 24–9    | 4–3–1  | 49,810   |
| 9                 | 15 novembre  | at Pittsburgh Steelers | V 31–14   | 5–3–1  | 50,081   |
| 10                | 22 novembre  | St. Louis Cardinals    | P 6–6     | 5–3–2  | 50,711   |
| 11                | 29 novembre  | San Diego Chargers     | V 26–14   | 6–3–2  | 50,315   |
| 12                | 6 dicembre   | Denver Broncos         | V 16–0    | 7–3–2  | 50,454   |
| 13                | 12 dicembre  | at Oakland Raiders     | S 20–6    | 7–4–2  | 54,596   |
| 14                | 20 dicembre  | at San Diego Chargers  | S 31–13   | 7–5–2  | 41,379   |

## Classifiche
| AFC West           |   |   |   |      |       |       |     |     |     |
|                    | V | S | P | %    | DIV   | CONF  | PF  | PS  | STR |
| Oakland Raiders    | 8 | 4 | 2 | .667 | 4–0–2 | 7–2–2 | 300 | 293 | S1  |
| Kansas City Chiefs | 7 | 5 | 2 | .583 | 2–3–1 | 7–3–1 | 272 | 244 | S2  |
| San Diego Chargers | 5 | 6 | 3 | .455 | 2–2–2 | 4–4–3 | 282 | 278 | V1  |
| Denver Broncos     | 5 | 8 | 1 | .385 | 1–4–1 | 3–6–1 | 253 | 264 | S1  |

Nota: I pareggi non venivano conteggiati ai fini della classifica fino al 1972.